# Ent (album)
Ent – dwunasty album studyjny zespołu Varius Manx nagrany ponownie z drugą wokalistką Kasią Stankiewicz, wydany 13 kwietnia 2018 roku nakładem Wydawnictwa Agora.
Jest to pierwsza studyjna płyta zespołu od 7 lat. Album dotarł do 2 miejsca listy OLiS i uzyskał status złotej płyty.

## Lista utworów
Opracowano na podstawie materiału źródłowego:
1. „Dla małych dziewczynek i dużych chłopców” – 3:14
2. „Śliwkowy deszcz” – 2:50
3. „Mgła nad Warszawą” – 3:19
4. „Bardzo miękkie ciało” – 2:50
5. „Posłaniec światła” – 3:21
6. „Kot bez ogona” – 3:12
7. „Ballada” – 3:35
8. „Księżyc się zmęczył” – 3:20
9. „Przed epoką wstydu” – 3:22
10. „Zielona sukienka” – 3:15
11. „Śpisz już?” – 3:15
12. „Pustynia słów” – 3:25
13. „Od korzeni aż do gwiazd” – 3:17
14. „Król gór” – 3:37
15. „Biegnij” – 3:44
16. „Piosenka księżycowa” (wersja akustyczna) – 4:01
17. „Breath” (feat. Skinny) – 2:43

## Pozycja na liście sprzedaży
| Kraj   | Lista (2018)              | Najwyższa pozycja |
| ------ | ------------------------- | ----------------- |
| Polska | Oficjalna Lista Sprzedaży | 2                 |